# دکستر رؤیاپرداز تاریک
دکستر رویاپرداز تاریک (به انگلیسی: Darkly Dreaming Dexter) رمانی از جف لیندسی است که در سال ۲۰۰۴ منتشر گردید و اولین کتاب از مجموعه کتاب‌هایی است که در مورد یک قاتل سریالی به نام دکستر مورگان نوشته‌است.

## اقتباس
از این کتاب در سریال دکستر که محصول شبکه شوتایم آمریکا است اقتباس گرفته شده‌است.